# 田子勝彌
田子 勝彌（たご かつや、1877年(明治10年)5月26日 - 1943年(昭和18年)12月23日） は、日本の動物学者。
福島県石城郡三阪村（現在のいわき市）に生まれる。東京帝国大学の学生時代からサンショウウオを研究していた。
内務省時代に史蹟名勝天然記念物調査の考査員を務めた。

## 著書
- 田子勝弥、伊藤熊太郎『日本魚介図譜』芸艸堂、1929年。 NCID BA6712202X。
- 田子勝彌『蠑螈と山椒魚』芸艸堂、1931年。 NCID BN05706012。
- 田子勝彌『小動物學』金原書店、1932年。 NCID BN14530052。
- 田子勝彌『小動物學 第2版』金原商店、1933年。 NCID BN14522327。
- 動物解剖白圖

## 論文
- 国立情報学研究所収録論文 国立情報学研究所

## 関連人物
- 高島春雄
- 小林桂助
- 丘浅次郎
- 佐々木望
- 黒田長禮
- 渡瀬庄三郎
- 岸田久吉
- 内田清之助

## 記載した種など
- Hynobius tokyoensis  Tago, 1931　トウキョウサンショウウオ
- Hynobius dunni Tago, 1931　オオイタサンショウウオ

## 献名された種など
- Oligobdella tagoi (Oka, 1925)　タゴビル
- Rana tagoi Okada, 1928　タゴガエル
- Teuthowenia tagoi Sasaki, 1929　サメハダホウズキイカ科の1種
- Loligo tagoi Sasaki, 1929　タゴジンドウイカ　この学名はウイジンドウイカ Loliolus （Nipponololigo） uyii （Wakiya & Ishikawa, 1921）の新参異名とされる。